# 2 mini ~Ikiru to Iu Chikara~
2 mini ~Ikiru to Iu Chikara~ (②mini～生きるという力～ 2 mini ~ El poder de Vivir ~?) es el segundo álbum de ℃-ute. Fue lanzado el 18 de abril de 2007 en dos ediciones: regular y limitada. Aunque es solo un miniálbum que contiene cinco pistas, todavía se considera su segundo álbum. 

## Lista de canciones
- That's the POWER (Ese es el PODER)
- Bokura no Kagayaki (僕らの輝き; Nuestra brillantez) - Erika Umeda, Chisato Okai y Kanna Arihara
- Disco Queen (ディスコ　クイーン; Reina del disco) - Saki Nakajima y Mai Hagiwara
- Tsuugaku Vector☂ (通学ベクトル☂; Vector de la escuela☂) - Airi Suzuki
- Natsu DOKI Lipstick (夏DOKIリップスティック; Lápiz labial de verano que hace palpitar el corazón) - Maimi Yajima

### Edición Limitada (DVD)
- JUMP (Close-up Live Ver. at Nihon Seinenkan)
- Jacket Satsuei Making (ジャケット撮影メイキング)

## Miembros presentes
- Erika Umeda
- Maimi Yajima
- Saki Nakajima
- Airi Suzuki
- Chisato Okai
- Mai Hagiwara
- Kanna Arihara